# Susanne Wuest

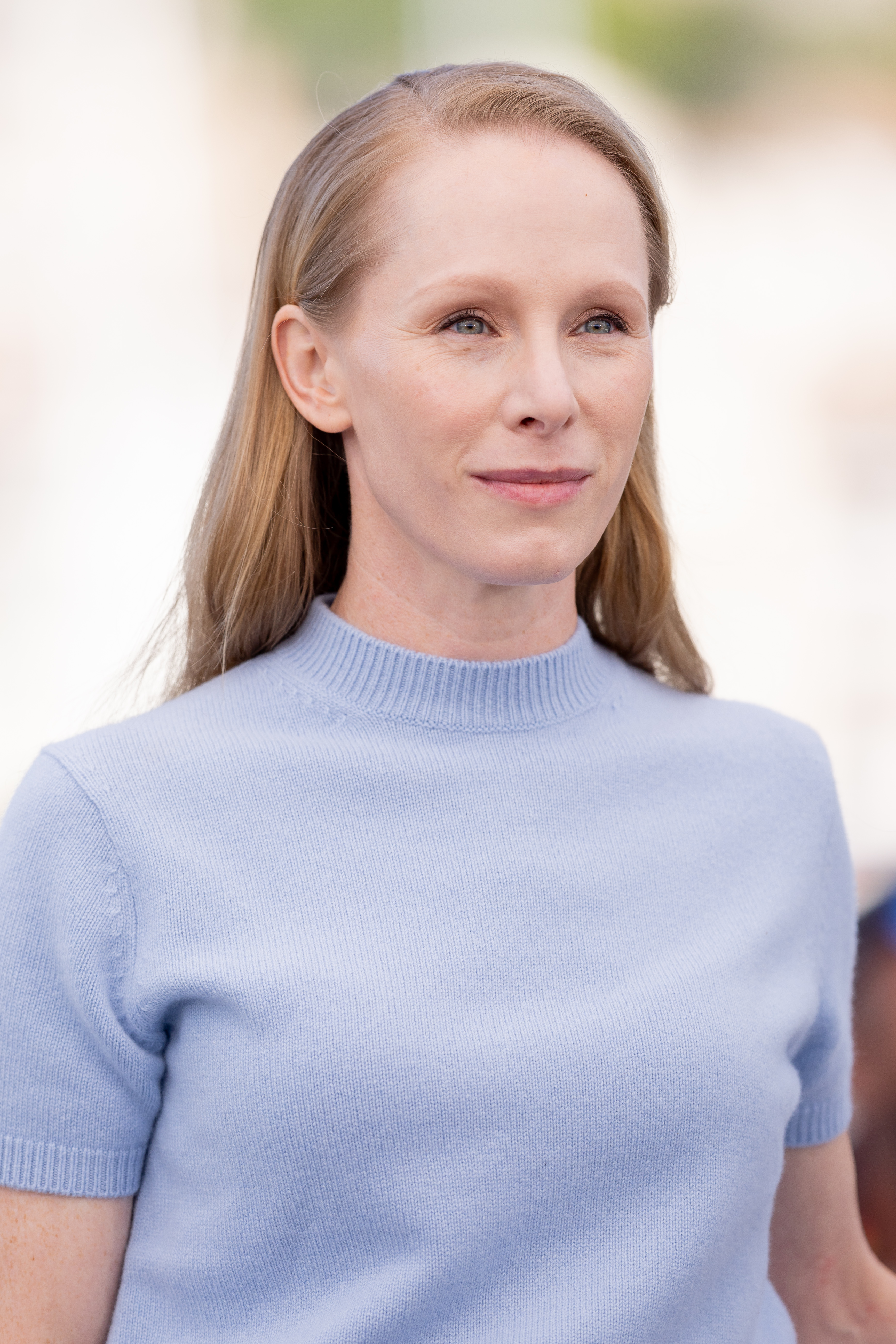
Susanne Wuest, 2025

Susanne Wuest (* 26. September 1979 in Wien) ist eine österreichische Schauspielerin.

## Leben
Susanne Wuest erhielt von frühester Kindheit an auf eigenen Wunsch Ausbildung (Ballett, Klavier, Gesang, Step, Sprechunterricht) und war schon als Jugendliche an diversen Theatern tätig. Nach Abschluss der Schule begann sie am Wiener Volkstheater zu arbeiten und wurde für erste Rollen in verschiedenen Fernseh- und Kinofilmen besetzt. 2004 spielte sie in Götz Spielmanns Antares die Supermarktangestellte Sonja, die in ihrer Eifersucht und Verzweiflung einen Selbstmordversuch unternimmt, und wurde dafür in der Kategorie „Beste jugendliche Hauptdarstellerin in einem Kinofilm“ für den Undine Award 2005 nominiert. Antares wurde von Österreich als Vorschlag für den Oscar in der Kategorie Bester fremdsprachiger Film 2005 eingereicht und war auf mehr als 20 internationalen Filmfestivals zu sehen. Der Film fand außerdem Verleihe in Deutschland, Frankreich und Nordamerika.

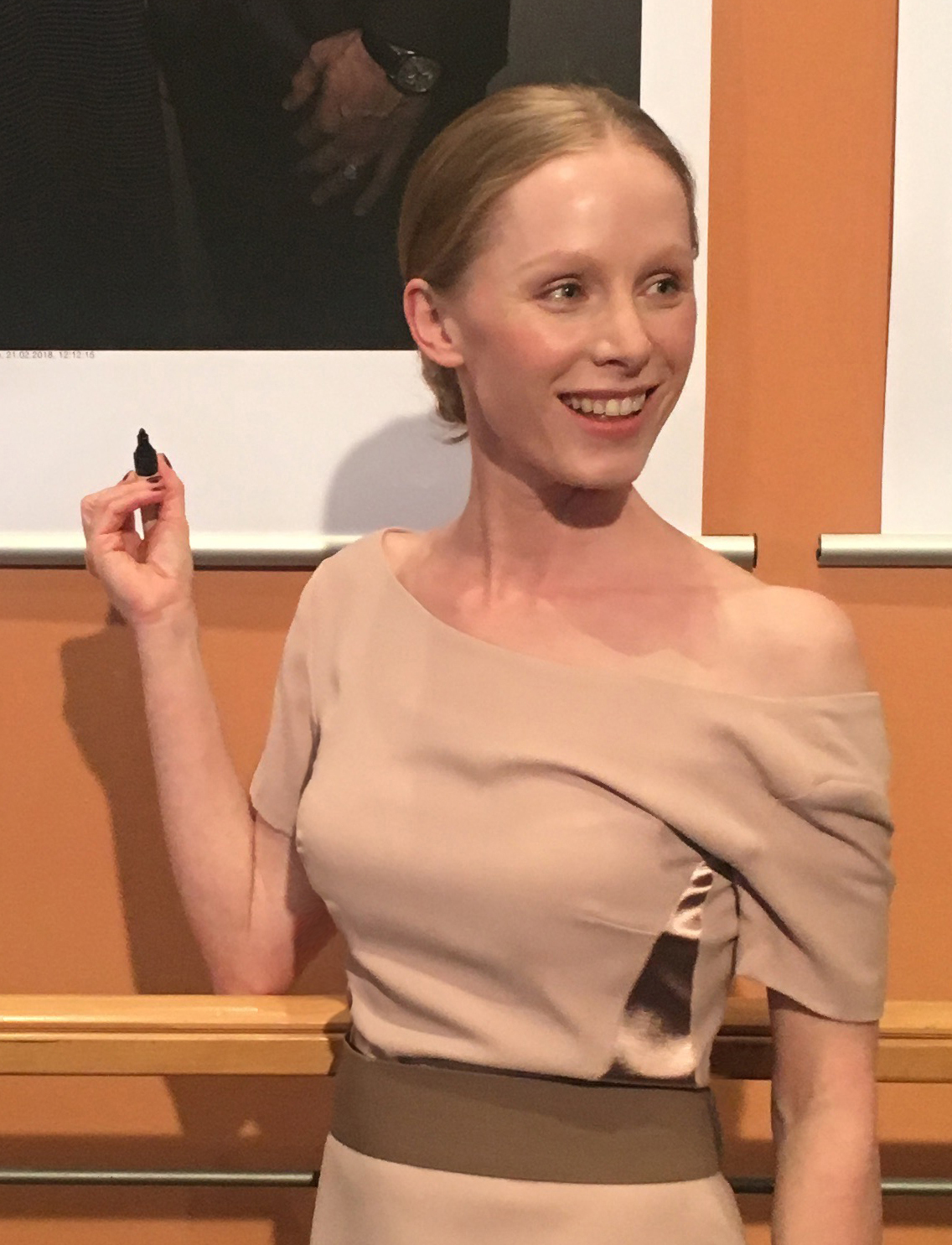
Susanne Wuest auf der Berlinale 2018

2007 spielte sie unter der Regie von Franz Xaver Kroetz in Arthur Schnitzlers Stück Der Ruf des Lebens mit großem Erfolg am Theater in der Josefstadt bis Anfang 2008. Es folgten unter anderem Zusammenarbeiten mit Wolfgang Becker für den Episodenfilm Deutschland 09, der auf der 59. Berlinale  gezeigt wurde, Pipilotti Rist für Pepperminta (das erste Kinowerk der Videokünstlerin wurde zu dem 66. Filmfestival von Venedig eingeladen) und dem dänischen Regisseur Anders Ronnow Klarlund für The Secret Society of Fine Arts. 2010 entstand eine Filmbiographie über den Boxer Max Schmeling, in der Susanne Wuest an der Seite von Henry Maske und Heino Ferch die Frau des legendären Boxers, den Filmstar Anny Ondra, porträtiert. In den folgenden Jahren kam es zur Zusammenarbeit mit zahlreichen renommierten Regisseuren, u. a. Roland Suso Richter, Franz Xaver Kroetz, Jessica Hausner, Philip Groening, Barbara Albert und Olivier Assays. 2014 feierte der Film „Ich seh Ich seh“ (Goodnight Mommy) mit ihr in der Hauptrolle Premiere in Venedig, lief danach 2015 in den USA und wurde nach zahlreichen Festivalauszeichnungen österreichische Einsendung für den Auslands-Oscar (2016), wurde allerdings nicht dafür nominiert.
Wuest ist Mitglied der Deutschen Filmakademie.

## Filmografie
- 1995: Freispiel – Regie: Harald Sicheritz
- 2002: Der Wald – Regie: Martin Semlitsch
- 2002: Mein Russland – Regie: Barbara Gräftner
- 2003: Donau, Duna, Dunaj, Dunav, Dunarea – Regie: Goran Rebic
- 2004: Antares – Regie: Götz Spielmann
- 2006: Toast – Regie: Jessica Hausner
- 2006: Die Geschworene – Regie: Nikolaus Leytner
- 2007: Soko Wien/Donau – Regie: Erhard Riedlsperger
- 2008: Trapped in Perfection – Regie: Michel Katz
- 2009: Thank You, Mr. President – Regie: Lenn Kudrjawizki
- 2009: Deutschland 09 – Regie: Wolfgang Becker
- 2009: The Secret Society of Fine Arts – Regie: Anders Ronnow Klarlund
- 2009: Pepperminta – Regie: Pipilotti Rist
- 2010: Mörderschwestern – Regie: Peter Kern
- 2010: Max Schmeling – Eine deutsche Legende – Regie: Uwe Boll
- 2010: Carlos – Der Schakal – Regie: Olivier Assayas
- 2010: Panta Rhei – Regie: Kristin Franke
- 2010: La Lisière – Am Waldrand – Regie: Géraldine Bajard
- 2011: The Hatch – Regie: Mike Ahern
- 2011: Molly und Mops – Ein Mops kommt selten allein – Regie: Michael Karen
- 2012: Schnell ermittelt – Regie: Andreas Kopriva
- 2013: Tatort: Zwischen den Fronten – Regie: Harald Sicheritz
- 2013: Paul Kemp – Alles kein Problem – Schwarz auf Weiß – Regie: Sabine Derflinger
- 2014: Judas Goat – Regie: Pavel Szczepaniak
- 2014: Schwarzer Zucker – Regie: Kristin Franke
- 2014: Ich seh Ich seh – Regie: Veronika Franz und Severin Fiala
- 2014: Der Kriminalist – Treu bis in den Tod
- 2015: Nacht der Angst
- 2015: Reiff für die Insel – Katharina und der große Schatz (Fernsehreihe)
- 2016: SOKO Kitzbühel – Amour Fou
- 2016: Das Geheimnis der Hebamme – Regie: Roland Suso Richter
- 2016: A Cure for Wellness
- 2016: Das Sacher – Regie: Robert Dornhelm
- 2017: Auf der anderen Seite ist das Gras viel grüner
- 2017: Tatort: Stau
- 2017: Der Mann aus dem Eis
- 2017: Licht (Mademoiselle Paradis)
- 2017: Der Tod und das Mädchen – Van Leeuwens dritter Fall
- 2018: Mein Bruder heißt Robert und ist ein Idiot
- 2018: Parfum
- 2018: Lore – Hinterkaifeck
- 2019: Südpol
- 2020: 18% Grey
- 2020: Spides (8 Folgen)
- 2021: Gefangen
- 2021: SOKO Stuttgart: Der tote Graf
- 2022: Der Bergdoktor – Kalte Stille
- 2022: Wir könnten genauso gut tot sein – Regie: Natalia Sinelnikova
- 2022: Süßer Rausch (2-teiliger Fernsehfilm)
- 2023: Tatort: Aus dem Dunkel
- 2025: Drunter und Drüber – Chaos auf dem Friedhof (Fernsehserie)
- 2025: In die Sonne schauen

## Theater
- Diener zweier Herren (R: Herbert Föttinger, Theater i. d. Josefstadt, Wien) – 2007/08
- Ruf des Lebens (R: Franz Xaver Kroetz, Theater i. d. Josefstadt, Wien) – 2007/08
- Maria Lassnig TB Lesung
- Ein Sommernachtstraum (R: Klaus Maria Brandauer, A. Janauschek)
- Elfriede Jelinek Lesung (R: Gwendolyn Melchinger)
- Adieu Europa, Horvath (R: Robert Quitta)
- Vor dem Sterben (R: M. Operschall)
- Valparaiso (R: N. P. Rudolph)